# Tip O’Neill

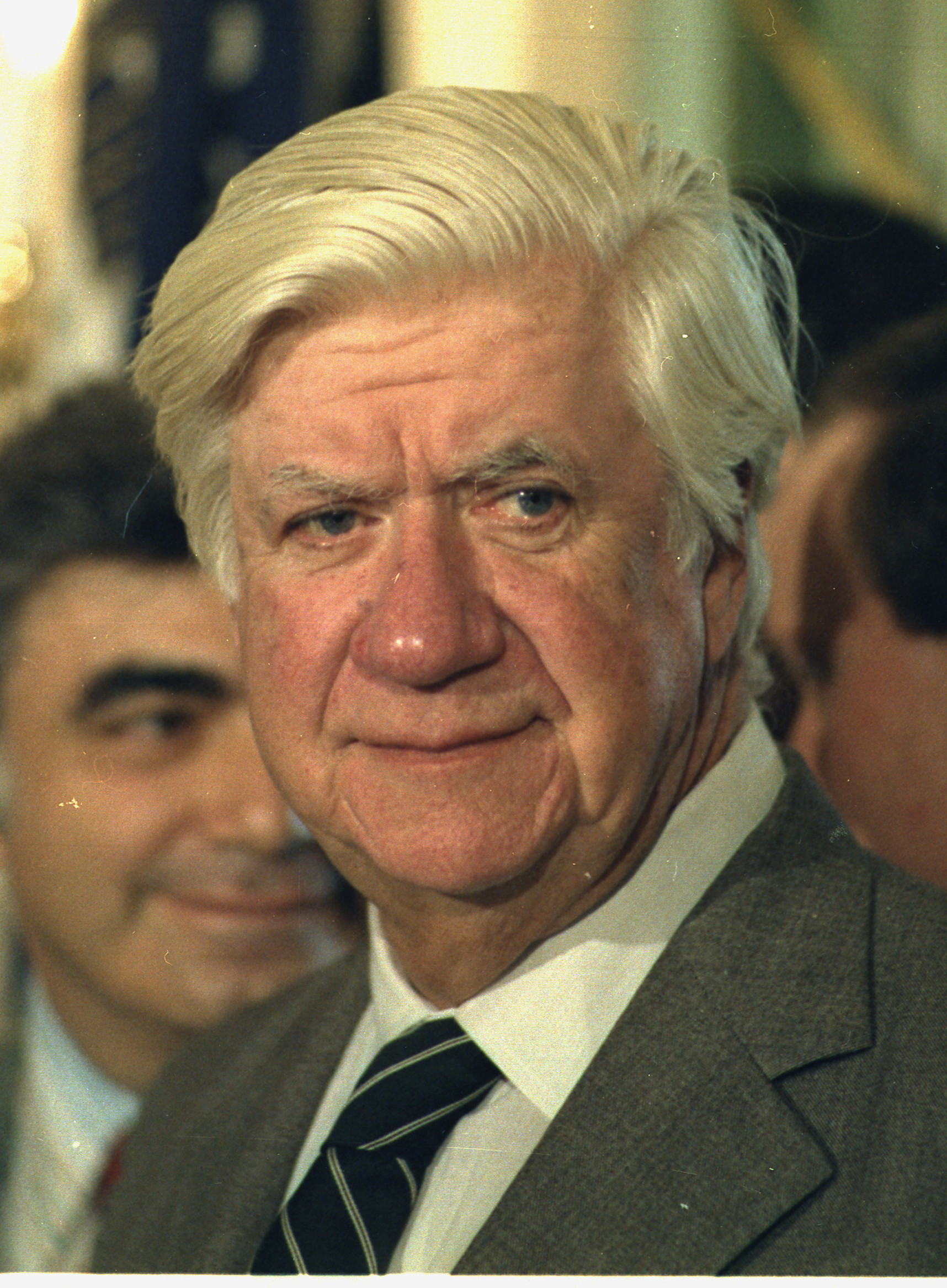
Tip O’Neill, 1978

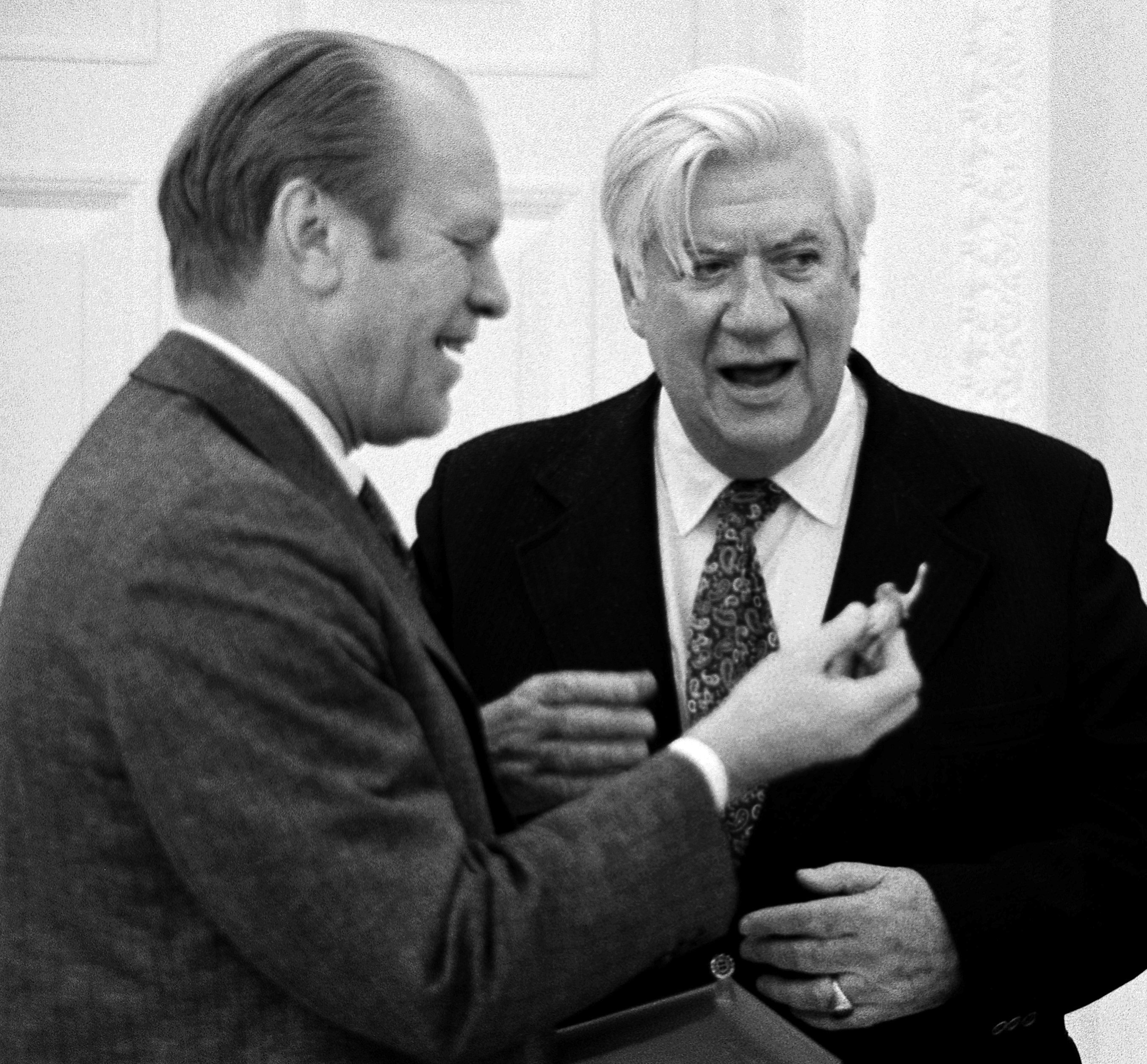
US-Präsident Gerald Ford mit O’Neill bei einem Treffen im Weißen Haus am 6. Februar 1975

O’Neill mit Nancy Pelosi, zweimalige Sprecherin des US-Repräsentantenhauses

Thomas Phillip „Tip“ O’Neill Junior (* 9. Dezember 1912 in Cambridge, Massachusetts; † 5. Januar 1994 in Boston, Massachusetts) war ein US-amerikanischer Politiker der Demokratischen Partei, Mitglied des Repräsentantenhauses der Vereinigten Staaten für Massachusetts und Sprecher des Repräsentantenhauses.

## Biografie

### Abgeordneter und Aufstieg zum Majority Leader der Demokraten
Nach dem Besuch der St. John’s High School studierte er zwischen 1931 und 1936 am Boston College. Anschließend war er als Immobilien- und Versicherungsmakler tätig. Gleichzeitig begann er jedoch auch seine politische Laufbahn mit der Wahl ins Repräsentantenhaus von Massachusetts, dem er von 1936 bis 1952 angehörte. Zuletzt war er zwischen 1949 und 1952 als Nachfolger von Frederick Willis auch der Speaker dieser Parlamentskammer. Zwischenzeitlich gehörte er von 1946 bis 1947 auch dem Schulausschuss (School Committee) von Cambridge als Mitglied an.
Nach seinem Ausscheiden aus dem Repräsentantenhaus von Massachusetts begann Tip O’Neill seine langjährige bundespolitische Laufbahn mit der erstmaligen Wahl als Kandidat der Demokraten ins US-Repräsentantenhaus. Dort vertrat er nach 16 anschließenden Wiederwahlen vom 3. Januar 1953 bis zum 3. Januar 1987 zunächst die Interessen des 11. und dann seit dem 3. Januar 1963 des 8. Kongresswahlbezirks von Massachusetts. Zwischen Januar 1965 und Januar 1973 war er Vorsitzender des Sonderausschusses für Wahlkampfausgaben (House Select Committee on Campaign Expenditures).
Zugleich nahm er zwischen Januar 1971 und Januar 1973 das Amt des Parlamentarischen Geschäftsführers (Majority Whip) und damit das zweitwichtigste Amt innerhalb der demokratischen Mehrheitsfraktion wahr, ehe er anschließend von Januar 1973 bis Januar 1977 Fraktionsvorsitzender der demokratischen Fraktion (House Majority Leader) war und damit die Politik der Demokraten gegen die Regierung der republikanischen US-Präsidenten Richard Nixon und Gerald Ford im Repräsentantenhaus lenkte.

### Langjähriger Sprecher des US-Repräsentantenhauses
Im Anschluss wurde er am 4. Januar 1977 Sprecher des US-Repräsentantenhauses und bekleidete dieses Amt bis zu seinem Ausscheiden aus dem Repräsentantenhaus am 3. Januar 1987. O’Neill, der zuvor auf eine erneute Kandidatur zum 100. Kongress verzichtet hatte, war mit zehn Jahren Amtszeit als Sprecher damit nach Sam Rayburn, dessen insgesamt rund 17-jährige Amtszeit allerdings zwei Mal unterbrochen wurde, der Speaker mit der zweitlängsten Amtszeit.
1991 wurde ihm nicht nur die Presidential Medal of Freedom, neben der gleichrangigen Congressional Gold Medal eine der beiden höchsten zivilen Auszeichnungen der Vereinigten Staaten, sondern auch der Mary Woodard Lasker Award for Public Service verliehen.
Nach seinem Tode wurde er auf dem Mount Pleasant Cemetery in Harwichport beigesetzt. Sein 1944 geborener Sohn Thomas schlug ebenfalls eine politische Laufbahn ein und war unter anderem Vizegouverneur von Massachusetts.